# Faedis
Faedis ist eine Gemeinde in der Region Friaul-Julisch Venetien in Friaul, Italien mit 2754 Einwohnern (Stand 31. Dezember 2023).

## Gemeindepartnerschaften
- Castellterçol, Spanien, seit 1991